# Àngels Ponsa
Àngels Ponsa Roca (Artesa de Segre, 10 de marzo de 1960) es una profesora y política española, diputada del Parlamento de Cataluña en la IX y X legislaturas.

## Biografía
Licenciada en Historia del arte por la Universidad de Barcelona y máster en Gestión pública por la Universidad Autónoma de Barcelona, de 1988 a 1991 fue profesora de Historia del arte de la Escuela Massana. Secretaria de la delegación de Òmnium Cultural en San Cugat del Vallés y miembro del Consejo Social de la Lengua y del Consejo Escolar de Cataluña, tras las elecciones municipales de 1995 fue elegida teniente de alcalde de San Cugat del Vallés, cargo que ocupó hasta 2003.
En 2011 sustituyó en su escaño a Jordi Cuminal, elegido diputado en las elecciones al Parlamento de Cataluña de 2010. Nuevamente, en 2013, sustituyó en su escaño a Lluís Recoder, elegido diputado en las Elecciones al Parlamento de Cataluña de 2012. Ha sido portavoz del grupo parlamentario de CiU en la Comisión de Cultura y Lengua del Parlamento de Cataluña.
En junio de 2018 fue nombrada directora general de Cooperación Cultural. En julio de 2019 fue nombrada directora general de Creación, Acción Territorial y Bibliotecas de acuerdo con una nueva reestructuración del Departamento de Cultura de la Generalidad de Cataluña.